# Partició d'arrencada de la BIOS

A l'exemple 2 anterior, GRUB 2 emmagatzema el seucore.img en una partició d'arrencada de la BIOS.

La partició d'arrencada de la BIOS és una partició d'un dispositiu d'emmagatzematge de dades que GNU GRUB utilitza en ordinadors personals basats en BIOS heretats per arrencar un sistema operatiu, quan el dispositiu d'arrencada real conté una taula de particions GUID (GPT). Aquest disseny de vegades es coneix com a arrencada de BIOS/GPT.
Es necessita una partició d'arrencada de la BIOS als dispositius d'emmagatzematge amb particions GPT per contenir les segones etapes de GRUB. Als dispositius tradicionals amb particions MBR, els sectors de disc immediatament posteriors al primer normalment no s'utilitzen, ja que l'esquema de particions no els designa per a cap propòsit especial i les eines de partició els eviten amb finalitats d'alineació. En dispositius basats en GPT, els sectors contenen la taula de particions real, la qual cosa requereix l'ús d'una partició addicional. Als discs particionats amb MBR, els carregadors d'arrencada solen implementar-se de manera que la part del seu codi emmagatzemada a l'MBR, que no pot contenir més de 512 bytes, funciona com una primera etapa que serveix principalment per carregar una segona etapa més sofisticada, que és, per exemple, capaç de llegir i carregar un nucli de sistema operatiu des d'un sistema de fitxers.

## Visió general
Quan s'utilitza, la partició d'arrencada de la BIOS conté la segona etapa del programa del carregador d'arrencada, com ara el GRUB 2; la primera etapa és el codi que conté el registre d'arrencada mestre (MBR). L'ús d'aquesta partició no és l'única manera en què es pot dur a terme l'arrencada basada en la BIOS mentre s'utilitzen discs durs amb particions GPT; tanmateix, els carregadors d'arrencada complexos com GRUB 2 no poden encaixar completament dins dels límits dels 398 a 446 bytes d'espai de l'MBR, per la qual cosa necessiten un espai d'emmagatzematge auxiliar. Als discs MBR, aquests carregadors d'arrencada solen utilitzar els sectors immediatament posteriors a l'MBR per a aquest emmagatzematge; aquest espai normalment es coneix com a "gap MBR". No hi ha espai equivalent no utilitzat als discs GPT i la partició d'arrencada de la BIOS és una manera d'assignar oficialment aquest espai perquè l'utilitzi el carregador d'arrencada.
L'identificador únic global (GUID) per a la partició d'arrencada de la BIOS a l'esquema GPT és 21686148-6449-6E6F-744E-65656445464916 (que, quan s'escriu a un GPT als camps de petit endian necessaris, forma el Cadena ASCII " Hah! IdontNeedEFI "). En el context de GPT en un ordinador basat en BIOS, una partició d'arrencada de la BIOS és similar en alguns aspectes a la partició del sistema EFI, que s'utilitza pels sistemes basats en EFI. La partició del sistema EFI conté un sistema de fitxers i fitxers utilitzats per l'UEFI, mentre que la partició d'arrencada de la BIOS s'utilitza en sistemes basats en BIOS i s'hi accedeix sense un sistema de fitxers mantenint codi binari en brut.
Els requisits de mida per a una partició d'arrencada de la BIOS són bastant baixos, de manera que pot ser tan petit com uns 30 KiB; tanmateix, com que els futurs carregadors d'arrencada poden requerir més espai, 1 MiB pot ser una mida raonable de la partició d'arrencada de la BIOS. A causa del les polítiques d'alineació de particions 1 MiB que utilitzen la majoria de les eines de partició de disc modernes per oferir un rendiment òptim amb els discs de format avançat, els dispositius SSD i determinades configuracions RAID, queda una mica d'espai que permet la col·locació d'una partició d'arrencada de la BIOS entre el GPT i la primera partició alineada d'aquesta manera. Si es crea utilitzant aquest espai lliure, la partició d'arrencada de la BIOS estaria fora de l'especificació d'alineació GPT, però això no és molt important ja que s'escriu amb poca freqüència.

## Creació
Se sap que les utilitats següents admeten particions d'arrencada de la BIOS:
- cfdisk
- fdisk
- GNU Parted (2.0 o posterior).
- GParted, el front-end de GNU Parted.
- editor de particions gpt(8) a NetBSD (5.0 o posterior).
- gdisk: GPT fdisk